# 德鲁兹
德鲁兹，是中东地区的一个秘契主義族教群體，又称德鲁兹教。德鲁兹信仰创始人哈姆扎·本·阿里原为伊斯兰教什叶派分支伊斯玛仪派传教士。其信仰根植于亚伯拉罕宗教，而它的教义受到基督教和诺斯底主义等希腊哲学的较大影响，融合了其他宗教的元素发展出独特的信仰体系。德鲁兹信仰（阿拉伯語：موحدون دروز）的信徒自称“穆瓦希敦”（阿拉伯语：مواحد，意思为“一神論者”），其社群被外界称为德魯茲人（或译“德魯士族”），德鲁兹教徒在神学实践上更接近現代基督教。尽管德鲁兹信仰最初是从伊斯兰教什叶派支系——伊斯玛仪派中发展出来的，但德鲁兹的信徒通常不被认为是穆斯林，一些中文媒體因其与伊斯兰教的渊源將其誤稱「德魯茲派」。
德魯茲人在种族上基本由阿拉伯人组成，说阿拉伯语黎凡特方言。德鲁兹信徒目前主要分布於中东地区叙利亚、黎巴嫩、以色列、约旦，以及委内瑞拉、澳大利亚等地的僑民，人数在120万人至200万人之间，並以“德鲁兹星”为象征。

## 历史
11世纪初年，法蒂玛王朝第六代哈里发哈基姆·比阿穆爾·阿拉（「哈基姆」阿拉伯语意为智者）晚年被神化，自命为伊斯玛仪派所信奉的救世主——第七代伊玛目。后来，伊斯玛仪派传教士德拉齐（“德鲁兹”之名即来源于此人）和哈姆扎·本·阿里因迎合哈基姆的主张，被正统伊斯玛仪派驱逐，便前往叙利亚和黎巴嫩等地传教，于是独立形成了德鲁兹宗教。1021年，哈基姆失踪，其后该教派被正式逐出埃及，次年哈姆扎·本·阿里逝世，巴哈尔丁·穆丹纳被奉为教派首领，称“谢赫”。1034年巴哈尔丁·穆丹纳死后，因屡遭镇压和迫害，转为秘密封闭的宗教社团，后来便不对外传教了。因此，德鲁兹教派逐渐形成了一个相对封闭稳定的宗教族群。

## 教义
德鲁兹教徒特别尊敬舒阿卜，他们认为舒阿卜和圣经中的葉特羅是同一个人。德鲁兹人认为亚当、诺亚、亚伯拉罕、摩西、耶稣、穆罕默德和伊斯瑪儀·本·賈法爾是先知。德鲁兹传统上还尊重和崇敬波斯人萨勒曼，海德尔（他们称他为以利亞，认为他是为施洗约翰和圣乔治的重生）、约伯、路加和其他人为“门徒”和“先知”。
德鲁兹教派的圣典为该教派的诸位创立者的信函集——《智慧书》。德鲁兹信仰融合了伊斯兰教什叶派的伊斯玛仪派、基督教、诺斯底主义，甚至印度教、新柏拉图主义、毕达哥拉斯主义等其他宗教或哲学信仰。其在对圣经和古兰经的深奥解释的基础上，创造了一种独特而又神秘的唯一神论的神学，强调了心灵和真实的作用。但德鲁兹教派的圣典《智慧书》否认伊斯兰教的合法性，强调“废止了穆罕默德的全部律法”。德鲁兹人不仅坚持唯一神论，而且还相信转世或灵魂的迁移，他们认为所有德鲁兹人只转世为德鲁兹，没有非德鲁兹人可以转世为德鲁兹。德鲁兹人相信在通过连续转生而实现的重生周期结束时，灵魂与宇宙心智（Al-Aqlal-Kullī）团结在一起，信奉宇宙间唯一真神，其灵智普通人不可知；哈基姆为造物主的代言人，只有他才能理解独一真神的灵智，他将在末日时重回世间拯救信徒。

## 实践

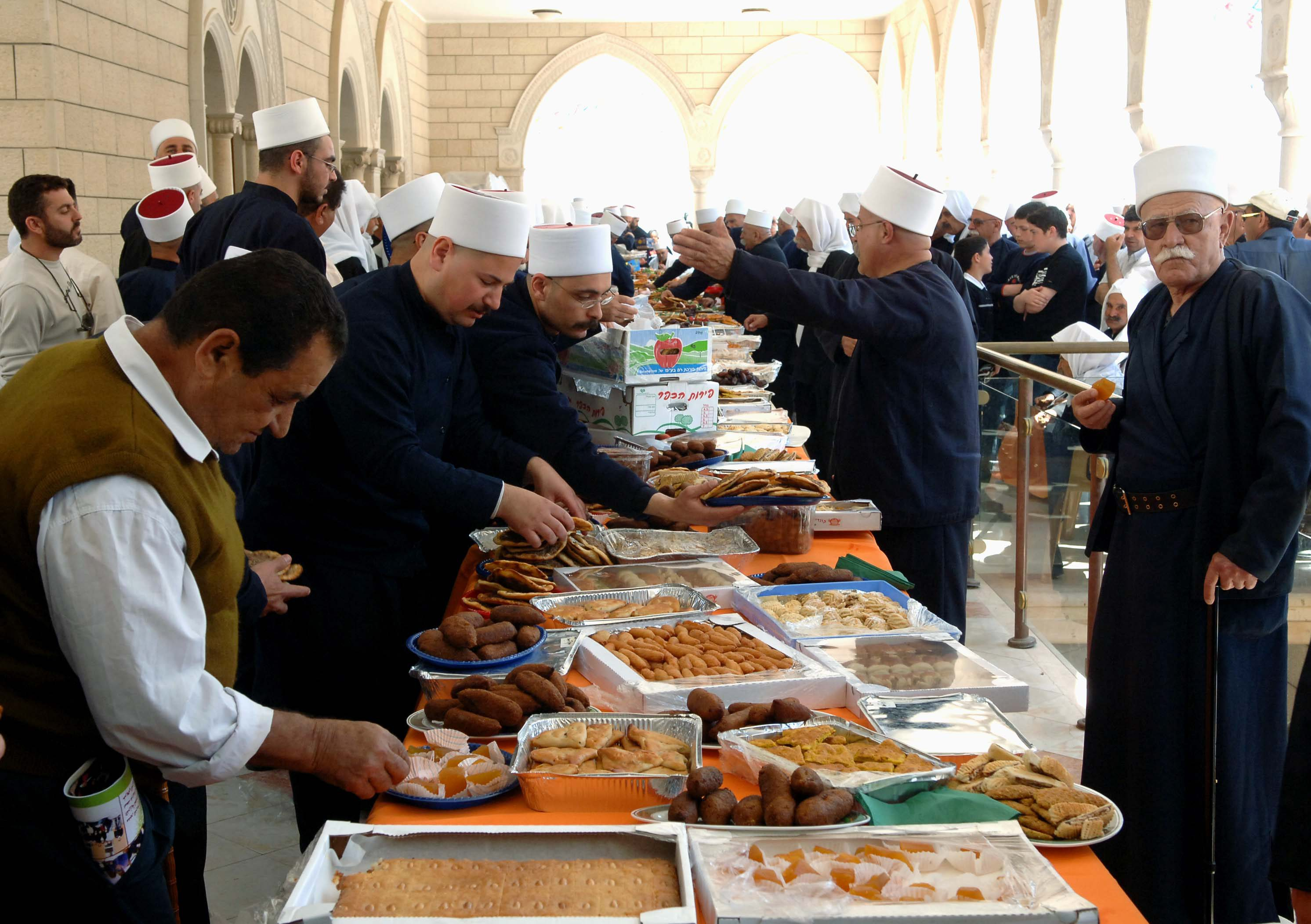
以色列的德鲁兹长老

该宗教理论上不允许皈依，意味著无论是脱离还是加入该宗教均視為非法。德鲁兹人有着严格的教阶制度，强调对教祖哈基姆和教会的绝对服从，教徒分為精英信徒“Uqqal”和无知的“Juhhal”人口，这意味着大多数德鲁兹人无法了解其具体的教义。然而德魯茲将女人和男人视为平等，女性符合條件後也可成為了解德魯茲教義的精英信徒。
他們在个人在宗教实践中享有选择自由，这被认为是一种私人体验——人与上帝之间的一种“秘密”，而不是一种公共权利，所以不应该透露给他人。除了被称为“Uqqal”的长老在被称为“khalwa”的圣所祈祷外，普通信徒日常不进行礼拜。德魯茲人的礼拜日是周四（Khilwa），這也與穆斯林的周五（Juma）不同。
对于大多数德鲁兹人来说，他们的身份更多地是由家庭价值观和传统来定义的，而不是由他们信仰的支柱和仪式来定义。实际上，宗教是非仪式性的；其成员没有祈祷、禁食、朝圣或休息日等实际戒律。也没有宗教教学机构。